# Rallye Mexiko 2010
Die 7. Rallye Mexiko war der zweite Lauf zur Rallye-Weltmeisterschaft 2010. Die Rallye fand vom 5. bis 7. März statt und war in León stationiert, in der Region Guanajuato. Die Veranstaltung war zugleich auch Teil der Feierlichkeiten zum 100. Jahrestag der mexikanischen Revolution und des 200. Jahrestag der Unabhängigkeit Mexikos.

## Bericht
Aufgrund der Höhenlage hatten die Motoren bis zu zwanzig Prozent weniger Leistung. Die 20. Wertungsprüfung (Sauz Seco) musste von den Veranstaltern aus Sicherheitsgründen abgebrochen werden. Sébastien Loeb (Citroën) gewann die 55. Rallye in seiner Karriere. Loeb war mit mehr als 24 Sekunden Vorsprung auf Petter Solberg im Ziel. Solberg machte einen 0,6 Sekunden Rückstand auf Sébastien Ogier (Citroën) auf der letzten Wertungsprüfung (4,42 Kilometer) gut und war am Schluss mit 1,1 Sekunden vor Ogier. In der Weltmeisterschaft führte Loeb zu diesem Zeitpunkt mit 43 Punkten vor Mikko Hirvonen mit 37 und Jari-Matti Latvala mit 25 Punkten.
In der SWRC-Klasse gewann Xavier Pons nach einem harten Kampf über die gesamte Rallye mit Martin Prokop. Am Ende lag der Spanier 17 Sekunden vorne. In der Gesamtwertung belegten Pons und Prokop die Ränge acht und neun. Michał Kościuszko wurde dritter mit einem Rückstand von einer halben Stunde auf Pons und Prokop. Eyvind Brynildsen und Albert Llovera rundet das Klassement ab.
In der PWRC-Klasse gewann Armindo Araújo mit mehr als drei Minuten Vorsprung auf Toshi Arai. Da der Sieger der Rallye Schweden Patrik Flodin nicht am Start war, lag Araújo nun mit 15-Punkten in der Meisterschaft in Führung.

## Klassifikationen

### Endresultat
| Pos    | Fahrer               | Beifahrer           | Auto                           | Zeit      | Rückstand | Punkte |
| WRC    | WRC                  | WRC                 | WRC                            | WRC       | WRC       | WRC    |
| ------ | -------------------- | ------------------- | ------------------------------ | --------- | --------- | ------ |
| 1      | Sébastien Loeb       | Daniel Elena        | Citroën C4 WRC                 | 3:42:41.7 | 00:00.0   | 25     |
| 2      | Petter Solberg       | Phil Mills          | Citroën C4 WRC                 | 3:43:05.9 | 00:24.2   | 18     |
| 3      | Sébastien Ogier      | Julien Ingrassia    | Citroën C4 WRC                 | 3:43:07.0 | 00:25.3   | 15     |
| 4      | Mikko Hirvonen       | Jarmo Lehtinen      | Ford Focus RS WRC              | 3:44:29.2 | 01:47.5   | 12     |
| 5      | Jari-Matti Latvala   | Miikka Anttila      | Ford Focus RS WRC              | 3:44:56.8 | 02:15.1   | 10     |
| 6      | Henning Solberg      | Ilka Minor          | Ford Focus RS WRC 08           | 3:45:29.7 | 02:48.0   | 8      |
| 7      | Federico Villagra    | Jorge Perez Companc | Ford Focus RS WRC              | 3:52:55.1 | 10:13.4   | 6      |
| 8      | Xavier Pons          | Alex Haro           | Ford Fiesta S2000              | 4:01:26.1 | 18:44.4   | 4      |
| 9      | Martin Prokop        | Jan Tománek         | Ford Fiesta S2000              | 4:01:43.7 | 19:02.0   | 2      |
| 10     | Armindo Araújo       | Miguel Ramalho      | Mitsubishi Lancer Evolution X  | 4:04:14.2 | 21:32.5   | 1      |
| SWRC   |                      |                     |                                |           |           |        |
| 1 (8)  | Xavier Pons          | Alex Haro           | Ford Fiesta S2000              | 4:01:26.1 | 00:00.0   | 25     |
| 2 (9)  | Martin Prokop        | Jan Tománek         | Ford Fiesta S2000              | 4:01:43.7 | 00:17.6   | 18     |
| 3 (20) | Michał Kościuszko    | Maciek Szczepaniak  | Ford Fiesta S2000              | 4:35:02.9 | 33:36.8   | 15     |
| 4 (21) | Eyvind Brynildsen    | Cato Menkerud       | Škoda Fabia S2000              | 4:35:25.9 | 33:59.8   | 12     |
| 5 (22) | Albert Llovera       | Borja Rozada        | Fiat Punto S2000               | 4:38:31.7 | 37:05.5   | 10     |
| PWRC   |                      |                     |                                |           |           |        |
| 1 (10) | Armindo Araújo       | Miguel Ramalho      | Mitsubishi Lancer Evolution X  | 4:04:14.2 | 00:00.0   | 25     |
| 2 (11) | Toshi Arai           | Daniel Barritt      | Subaru Impreza WRX STi         | 4:07:30.9 | 03:16.7   | 18     |
| 3 (13) | Miguel Angel Baldoni | José Diaz           | Mitsubishi Lancer Evolution IX | 4:13:27.2 | 09:13.0   | 15     |
| 4 (15) | Benito Guerra        | Javier Marín        | Mitsubishi Lancer Evolution X  | 4:23:23.8 | 19:09.6   | 12     |
| 5 (17) | Gianluca Linari      | Paolo Gregoriani    | Subaru Impreza WRX STi         | 4:26:16.9 | 22:02.7   | 10     |

### Wertungsprüfungen
| Tag                                       | Nummer                                    | Name            | Länge         | Start LT / MEZ  | Gewinner         | Beifahrer        | Auto           | Zeit     | Ø km/h         | Leader         |
| ----------------------------------------- | ----------------------------------------- | --------------- | ------------- | --------------- | ---------------- | ---------------- | -------------- | -------- | -------------- | -------------- |
| Tag 1 (5. Mrz)                            | WP1                                       | Alfaro 1        | 22,96 km      | 07:28 / 14:28   | Petter Solberg   | Phil Mills       | Citroën C4 WRC | 13:51.4  | 97,77          | Petter Solberg |
| Tag 1 (5. Mrz)                            | WP2                                       | Ortega 1        | 23,83 km      | 09:01 / 16:01   | Petter Solberg   | Phil Mills       | Citroën C4 WRC | 13:51.4  | 103,18         | Petter Solberg |
| Tag 1 (5. Mrz)                            | WP3                                       | El Cubilete 1   | 18,87 km      | 09:49 / 16:49   | Petter Solberg   | Phil Mills       | Citroën C4 WRC | 11:49.9  | 95,69          | Petter Solberg |
| Tag 1 (5. Mrz)                            | WP4                                       | Street Stage 1  | 1,50 km       | 10:57 / 17:57   | Sébastien Ogier  | Julien Ingrassia | Citroën C4 WRC | 01:16.6  | 70,50          | Petter Solberg |
| Tag 1 (5. Mrz)                            | Service León, 11:19 / 18:19 Uhr (30 Min.) |                 |               |                 |                  |                  |                |          |                | Petter Solberg |
| Tag 1 (5. Mrz)                            | WP5                                       | Alfaro 2        | 22,96 km      | 12:17 / 19:17   | Petter Solberg   | Phil Mills       | Citroën C4 WRC | 13:56.1  | 98,86          | Petter Solberg |
| Tag 1 (5. Mrz)                            | WP6                                       | Ortega 2        | 23,83 km      | 13:50 / 20:50   | Petter Solberg   | Phil Mills       | Citroën C4 WRC | 13:41.2  | 104,47         | Petter Solberg |
| Tag 1 (5. Mrz)                            | WP7                                       | El Cubilete 2   | 18,87 km      | 14:38 / 21:38   | Sébastien Ogier  | Julien Ingrassia | Citroën C4 WRC | 11:38.9  | 97,20          | Petter Solberg |
| Tag 1 (5. Mrz)                            | WP8                                       | Super Special 1 | 2,21 km       | 15:58 / 22:58   | Sébastien Ogier  | Julien Ingrassia | Citroën C4 WRC | 01:37.5  | 81,60          | Petter Solberg |
| Tag 1 (5. Mrz)                            | WP9                                       | Super Special 2 | 2,21 km       | 16:03 / 23:03   | Sébastien Ogier  | Julien Ingrassia | Citroën C4 WRC | 01:36.9  | 82,11          | Petter Solberg |
| Tag 1 (5. Mrz)                            | Service León, 16:33 / 23:33 Uhr (45 Min.) |                 |               |                 |                  |                  |                |          |                | Petter Solberg |
| Tag 2 (6. Mrz)                            |                                           |                 |               |                 |                  |                  |                |          |                | Petter Solberg |
| Service León, 07:00 / 14:00 Uhr (15 Min.) |                                           |                 |               |                 |                  |                  |                |          |                | Petter Solberg |
| WP10                                      | Ibarilla 1                                | 29,90 km        | 07:54 / 14:54 | Sébastien Loeb  | Daniel Elena     | Citroën C4 WRC   | 18:18.3        | 98,01    |                | Petter Solberg |
| WP11                                      | Duarte 1                                  | 23,27 km        | 09:17 / 16:17 | Sébastien Loeb  | Daniel Elena     | Citroën C4 WRC   | 18:10.2        | 76,84    | Sébastien Loeb |                |
| WP12                                      | Derramadero 1                             | 23,28 km        | 10:08 / 17:08 | Sébastien Loeb  | Daniel Elena     | Citroën C4 WRC   | 14:03.7        | 99,33    | Sébastien Loeb |                |
| WP13                                      | Street Stage 2                            | 1,50 km         | 11:11 / 18:11 | Sébastien Loeb  | Daniel Elena     | Citroën C4 WRC   | 01:15.3        | 71,71    | Sébastien Loeb |                |
| Service León, 11:33 / 18:33 Uhr (30 Min.) |                                           |                 |               |                 |                  |                  |                |          | Sébastien Loeb |                |
| WP14                                      | Ibarrilla 2                               | 29,90 km        | 12:42 / 19:42 | Sébastien Loeb  | Daniel Elena     | Citroën C4 WRC   | 18:01.6        | 99,52    | Sébastien Loeb |                |
| WP15                                      | Duarte 2                                  | 23,27 km        | 14:05 / 21:05 | Sébastien Loeb  | Daniel Elena     | Citroën C4 WRC   | 17:44.9        | 78,67    | Sébastien Loeb |                |
| WP16                                      | Derramadero 2                             | 23,28 km        | 14:56 / 21:56 | Sébastien Loeb  | Daniel Elena     | Citroën C4 WRC   | 13:50.4        | 100,92   | Sébastien Loeb |                |
| WP17                                      | Super Special 3                           | 2,21 km         | 16:11 / 23:11 | Sébastien Loeb  | Daniel Elena     | Citroën C4 WRC   | 01:39.1        | 80,28    | Sébastien Loeb |                |
| WP18                                      | Super Special 4                           | 2,21 km         | 16:16 / 23:16 | Sébastien Ogier | Julien Ingrassia | Citroën C4 WRC   | 01:38.1        | 81,10    | Sébastien Loeb |                |
| Service León, 16:46 / 23:46 Uhr (45 Min.) |                                           |                 |               |                 |                  |                  |                |          | Sébastien Loeb |                |
| Tag 3 (7. Mrz)                            |                                           |                 |               |                 |                  |                  |                |          | Sébastien Loeb |                |
| Service León, 07:47 / 14:47 Uhr (15 Min.) |                                           |                 |               |                 |                  |                  |                |          | Sébastien Loeb |                |
| WP19                                      | Guanajuatito                              | 29,13 km        | 08:43 / 15:43 | Sébastien Ogier | Julien Ingrassia | Citroën C4 WRC   | 19:47.8        | 88,29    | Sébastien Loeb |                |
| WP20                                      | Sauz Seco                                 | 7,05 km         | 09:34 / 16:34 | abgesagt        | abgesagt         | abgesagt         | abgesagt       | abgesagt | Sébastien Loeb |                |
| WP21                                      | Comanjilla                                | 17,88 km        | 10:17 / 17:17 | Petter Solberg  | Phil Mills       | Citroën C4 WRC   | 10:16.2        | 104,46   | Sébastien Loeb |                |
| WP22                                      | Super Special 5                           | 4,42 km         | 11:32 / 18:32 | Petter Solberg  | Phil Mills       | Citroën C4 WRC   | 03:12.7        | 82,57    | Sébastien Loeb |                |
| Service León, 12:05 / 19:05 Uhr (10 Min.) |                                           |                 |               |                 |                  |                  |                |          | Sébastien Loeb |                |

### Gewinner Wertungsprüfungen
| WP                | Anzahl | Fahrer          | Auto           |
| ----------------- | ------ | --------------- | -------------- |
| 10–17             | 8      | Sébastien Loeb  | Citroën C4 WRC |
| 1–3, 5, 6, 21, 22 | 7      | Petter Solberg  | Citroën C4 WRC |
| 4, 7–9, 18, 19    | 6      | Sébastien Ogier | Citroën C4 WRC |

### Fahrer-WM nach der Rallye
| Pos. | Fahrer             | Punkte |
| ---- | ------------------ | ------ |
| 1    | Sébastien Loeb     | 43     |
| 2    | Mikko Hirvonen     | 37     |
| 3    | Jari-Matti Latvala | 25     |
| 4    | Sébastien Ogier    | 25     |
| 5    | Petter Solberg     | 20     |

### Team-Weltmeisterschaft
| Pos. | Team                | Punkte |
| ---- | ------------------- | ------ |
| 1    | Ford WRT            | 67     |
| 2    | Citroën WRT         | 61     |
| 3    | Citroën Junior Team | 32     |
| 4    | Stobart WRT         | 28     |